# هربرت بارسونز (سياسي)
هربرت بارسونز (بالإنجليزية: Herbert Parsons)‏ هو محامي وسياسي أمريكي، ولد في 28 أكتوبر 1869 في نيويورك في الولايات المتحدة، وتوفي في 16 سبتمبر 1925 في بيتسفيلد في الولايات المتحدة. حزبياً، نشط في الحزب الجمهوري. وقد انتخب عضو مجلس النواب الأمريكي.